# Jakub Jasiński
Jakub Krzysztof Ignacy Jasiński (24. července 1761 ve Węglewě – 4. listopadu 1794 v bitvě u Varšavy) byl polský šlechtic, politik a generál. Byl účastníkem Kościuszkova povstání. Též psal básně. Pocházel ze šlechtického rodu Rawiczů.

## Život a kariéra
Narodil se 24. července 1761 ve vsi Węglew u Konina jako syn poručíka Pawła Jasińského a Franciszki roz. Kościeské. Dětství prožil ve měste Pyzdry. Vzdělání se mu dostalo na varšavské vojenské škole (Szkoła Rycerska). Studia ukončil roku 1780. Stal se vojenským inženýrem.
Po dokončení studií zde i vyučoval. V této době rovněž psal básně, inspiroval se díly Rousseaua či Voltaira.
Po Prvním dělení Polska (1772) byla situace v zemi napjatá. Roku 1789 pověřil král Stanislaw II. Jasińského sestavením sboru vojenských inženýrů (Korpus Inżynierów Wielkiego Księstwa Litewskiego), který měl za úkol zajistit efektivní zbrojení republikové armády. Vedením sboru byl pověřen Kazimierz Nestor Sapieha, Jasiński se významně podílel na jeho organisaci. Za své zásluhy byl povýšen do hodnosti plukovníka.
Roku 1791 byl Jasiński povolán na stavbu Dněpersko-bugského kanálu.
Roku 1792 se připojil k Targovické konfederaci. Poté se při Kościuszkovu povstání zapojil do bojů v Litvě. Od Grodna se se svými vojsky na podzim roku 1794 stáhl k Varšavě. Tam se on a generál Józef Zajączek u čtvrti Praga v bitvě u Varšavy (též nazývána Bitva o Pragu) střetli s ruskými vojsky Alexandra Suvorova. Poláci se pod vedením radikálního Jasińského urputně bránili, avšak zhruba po čtyřech hodinách byli poraženi. Sám Jasiński v bitevní vřavě zahynul. Bylo mu pouhých třicet let.

## Odkaz a pocty

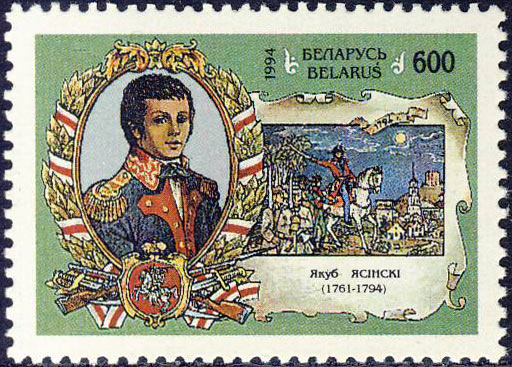
Jasiński na běloruské poštovní známce z roku 1994

Jasiński byl jedním z radikálnějších bojovníků Kościuszkova povstání.
Za své činy v bitvě o Brest roku 1792 byl vyznamenán řádem Virtuti Militari.
Jeho jméno nesou například ulice ve Varšavě, Chořově, Krakově, Lublinu, Vilnu, Kaunasu či Maladzečně, nebo některé vojenské školy (Wyższa Szkoła Oficerska Inżynierii Wojskowej im. gen. Jakuba Jasińskiego ve Vratislavi).
Bělorusko roku 1994 vydalo poštovní známku s podobiznou Jakuba Jasińského.